# Cal Strong
F. Calvert "Cal" Strong, född 12 augusti 1907 i Jacksonville, Illinois, död 27 januari 2001 i Carmichael, Kalifornien, var en amerikansk vattenpolospelare.
Strong spelade fyra matcher i OS-turneringen 1932 i Los Angeles där USA tog brons.